# عبد العزيز الطباطبائي
السيد عبد العزيز بن جواد الطباطبائي اليزدي (1929-1996) هو رجل دين ومؤلّف شيعي إيراني معروف بأعماله التحقيقية للكتب التراثية والقديمة وفهرسته للمخطوطات العتيقة.

## مؤلفاته
له عدد من المؤلفات التي كتبها بالعربية والفارسية، ومنها:
| - معجم أعلام الشيعة. - على ضفاف الغدير. - في رحاب نهج البلاغة. - تعليقات بر طبقات أعلام الشيعة. - مستدرك الذريعة. - تعليقات على الذريعة. - فهرس المختارات من مخطوطات تركيا. | - تهذيب الذريعة. - مكتبة العلامة الحلي. فهرس لمؤلفات ابن المطهّر الحلي المشهور بالعلّأمة، مع التعريف بنسخها الخطيّة. - المهدي في السنّة النبوية. - أهل البيت في المكتبة العربية. - نتائج الأسفار. - قيد الأوابد. |